# Balta Neagră
Balta Neagră – wieś w Rumunii, w okręgu Ilfov, w gminie Nuci. W 2011 roku liczyła 283 mieszkańców.